# Liste des musées d'Ille-et-Vilaine
La liste des musées d'Ille-et-Vilaine présente les musées du département français d'Ille-et-Vilaine.

## Cancale
- Musée des Arts et traditions populaires de Cancale : musée présentant l'histoire de Cancale dans l'ancienne église Saint-Méen[1].

## Cesson-Sévigné
- Musée des Transmissions : musée rassemblant des objets militaires et civils de télécoms et relatifs à l’informatique, la guerre électronique et le chiffrement à Cesson-Sévigné[2].

## Châteaugiron
- Musée Gourdel : musée dédié aux sculpteurs Julien et Pierre Gourdel dans le château de Châteaugiron.

## Dinard
- Station de biologie marine de Dinard : ancien Aquarium-Musée de la Mer fermé en 1996 à la suite de l'ouverture du Grand aquarium Saint-Malo.

## Essé
- Musée d’Essé : musée ethnographique sur le début du 20e siècle à Essé[3].

## Fougères
- Musée Emmanuel-de-la-Villéon : musée consacré à l'artiste Emmanuel de La Villéon, situé à Fougères.

## Hédé-Bazouges
- Maison du Canal d'Ille-et-Rance - Hédé : espace muséographique sur la construction et la vie du canal d'Ille-et-Rance à Hédé-Bazouges[4].

## Iffendic
- Maison du Patrimoine en Brocéliande (Écomusée du pays de Brocéliande) : créé en 1982, il présente le patrimoine du pays de Brocéliande.

## Lohéac
- Manoir de l'automobile : musée consacré principalement à l’histoire de l’automobile et aux métiers d’antan.

## Redon
- Musée de la Batellerie de l’Ouest de Redon[5].

## Rennes
- Centre chorégraphique national de Rennes et de Bretagne, ancien musée de la danse[6].
- La Criée : Centre d’art contemporain fondé en 1986[7].
- Écomusée de la Bintinais  (Musée de France)[8] : écomusée présentant le patrimoine du pays de Rennes[9].
- Espace des sciences : centre de culture scientifique, technique et industrielle.
- Fonds régional d'art contemporain de Bretagne : musée d’art contemporain.
- Musée géologique de Rennes : collection exposée à l'université Rennes-I.
- Musée des Beaux-Arts de Rennes (Musée de France)[8].
- Musée de Bretagne (Musée de France)[8] : musée de société et d'histoire.
- Musée du Livre et des Lettres Henri Pollès[10]

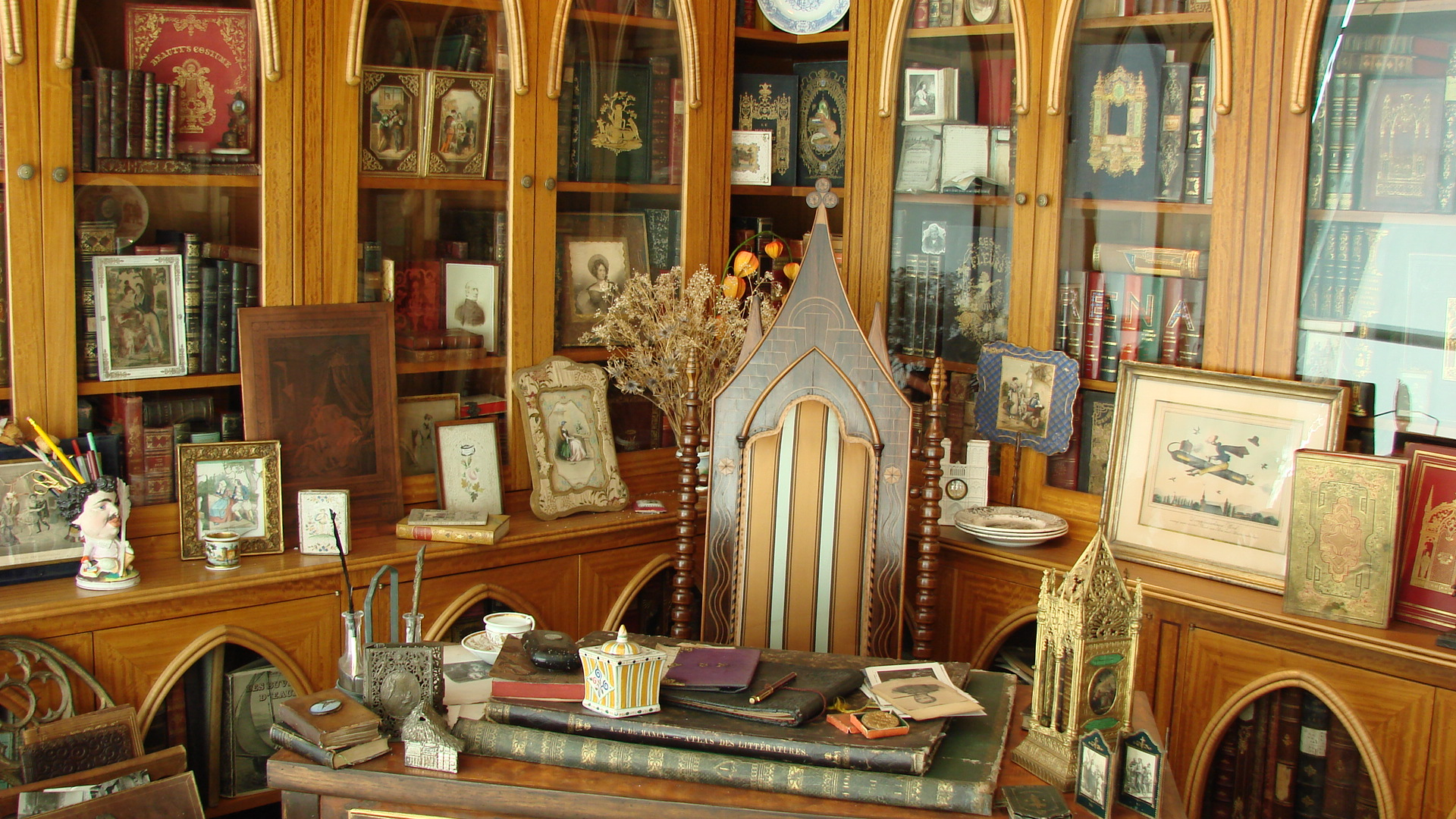
Musée du Livre et des Lettres Henri Pollès.
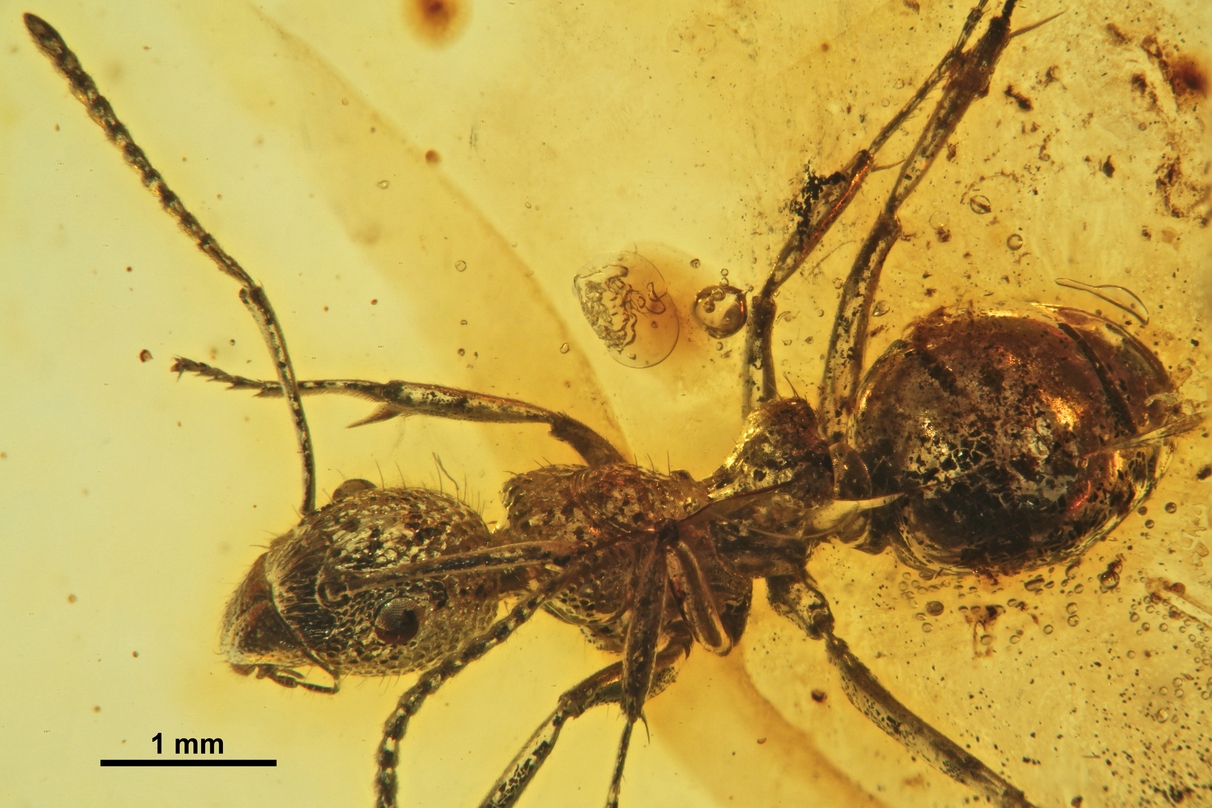
Dolichoderus mesosternalis au Musée géologique.
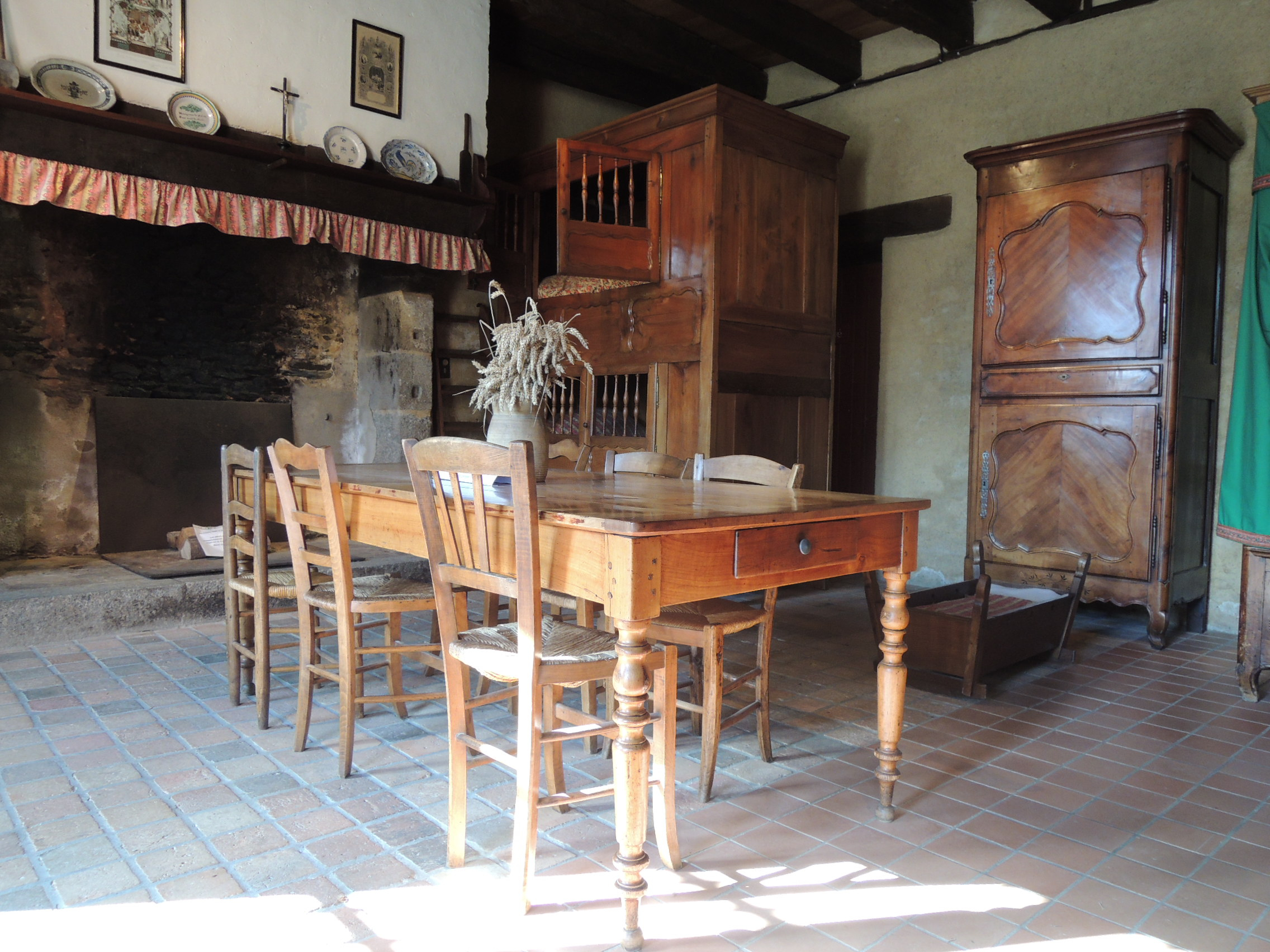
Écomusée de la Bintinais.
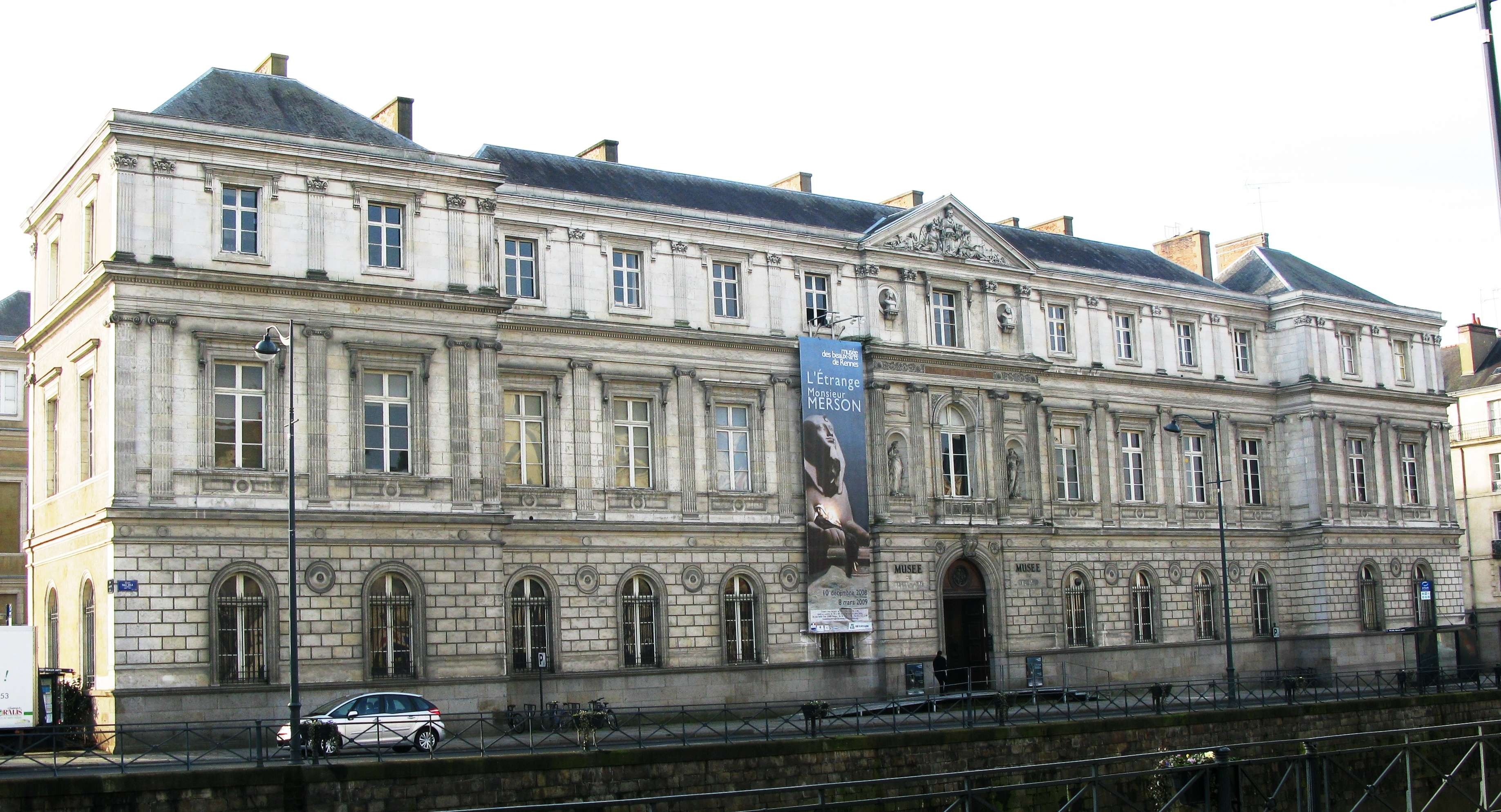
Musée des Beaux-Arts de Rennes.

## La Richardais
- Musée Manoli : musée d'art privé consacré au sculpteur Pierre Manoli (1927-2001) à La Richardais.

## Saint-Gonlay
- Maison d'école de Saint-Gonlay : musée sur l'école et l'enfance à Saint-Gonlay.

## Saint-Just
- Maison Mégalithes et Landes : espace muséo-ludique sur les mégalithes de Saint-Just[11].

## Saint-Malo
- Mémorial 39/45 : musée consacré à l'histoire de l'occupation militaire allemande de la ville durant la Seconde Guerre mondiale.
- Musée Jacques-Cartier : installé dans le manoir de Limoëlou à Saint-Malo, il est dédié à Jacques Cartier, explorateur du Canada en 1534[12].

En novembre 2019, les deux musées historiques de la ville ferment définitivement. Un projet de Musée Maritime regroupant les collections des deux anciens musées doit voir le jour pour 2024,,.
- Musée d’Histoire de la Ville et du Pays Malouin (Musée de France)[8] : créé en 1862, il retrace l'histoire de la ville ainsi que des principales personnalités qui y ont vécu (Fermé en 2019).
- Musée international du Long-Cours Cap-Hornier (Musée de France)[8] : musée regroupant des documents et témoignages sur l'histoire de la navigation au long cours et plus particulièrement des capitaines au long cours et des marins cap-horniers c'est-à-dire, qui franchissaient le redouté Cap Horn. Le musée occupait les quatre étages de la tour Solidor sur la rive de la Rance, fortification datant de la fin du XIVe siècle (Fermé en 2019).

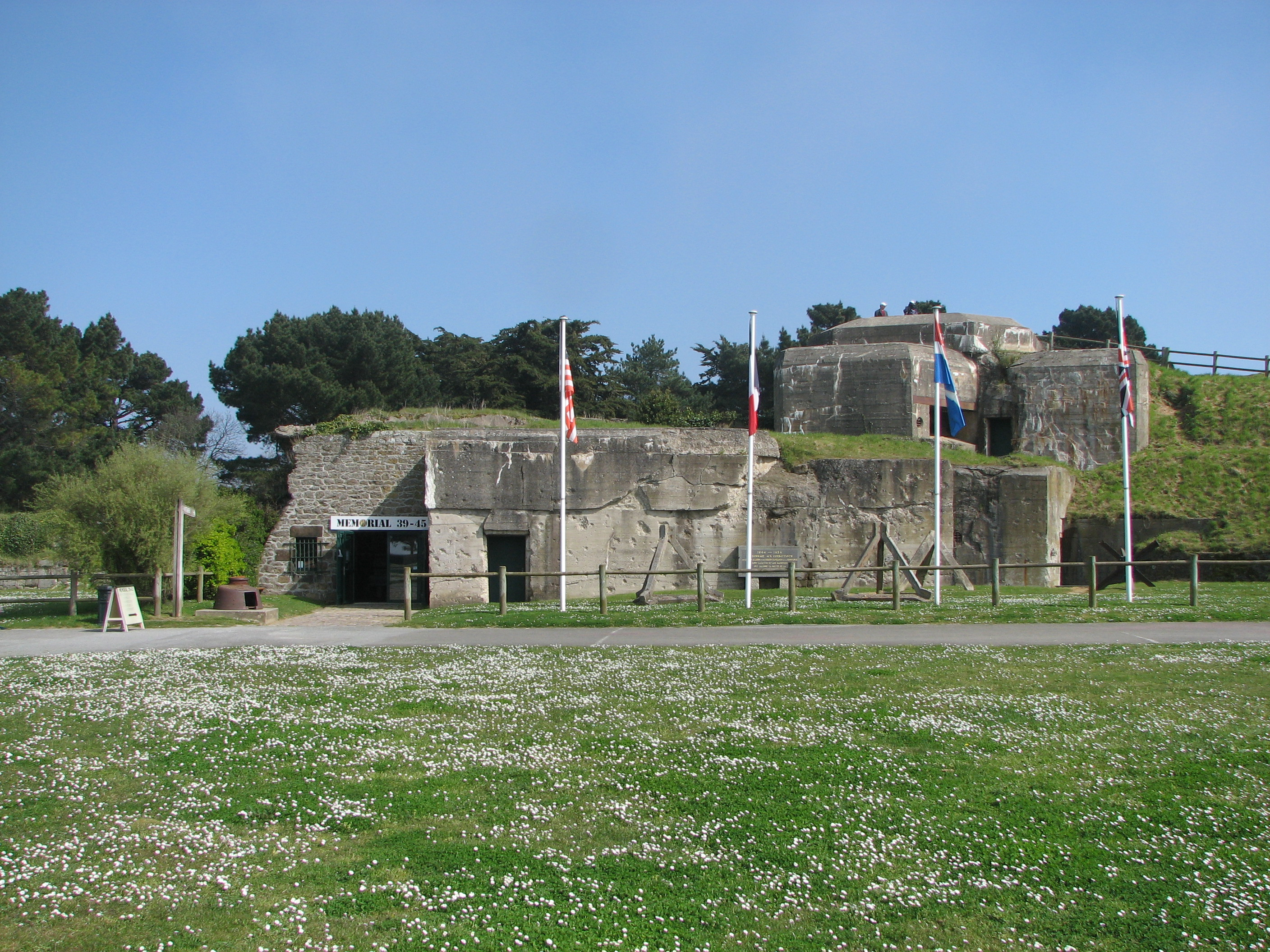
Mémorial 39/45.
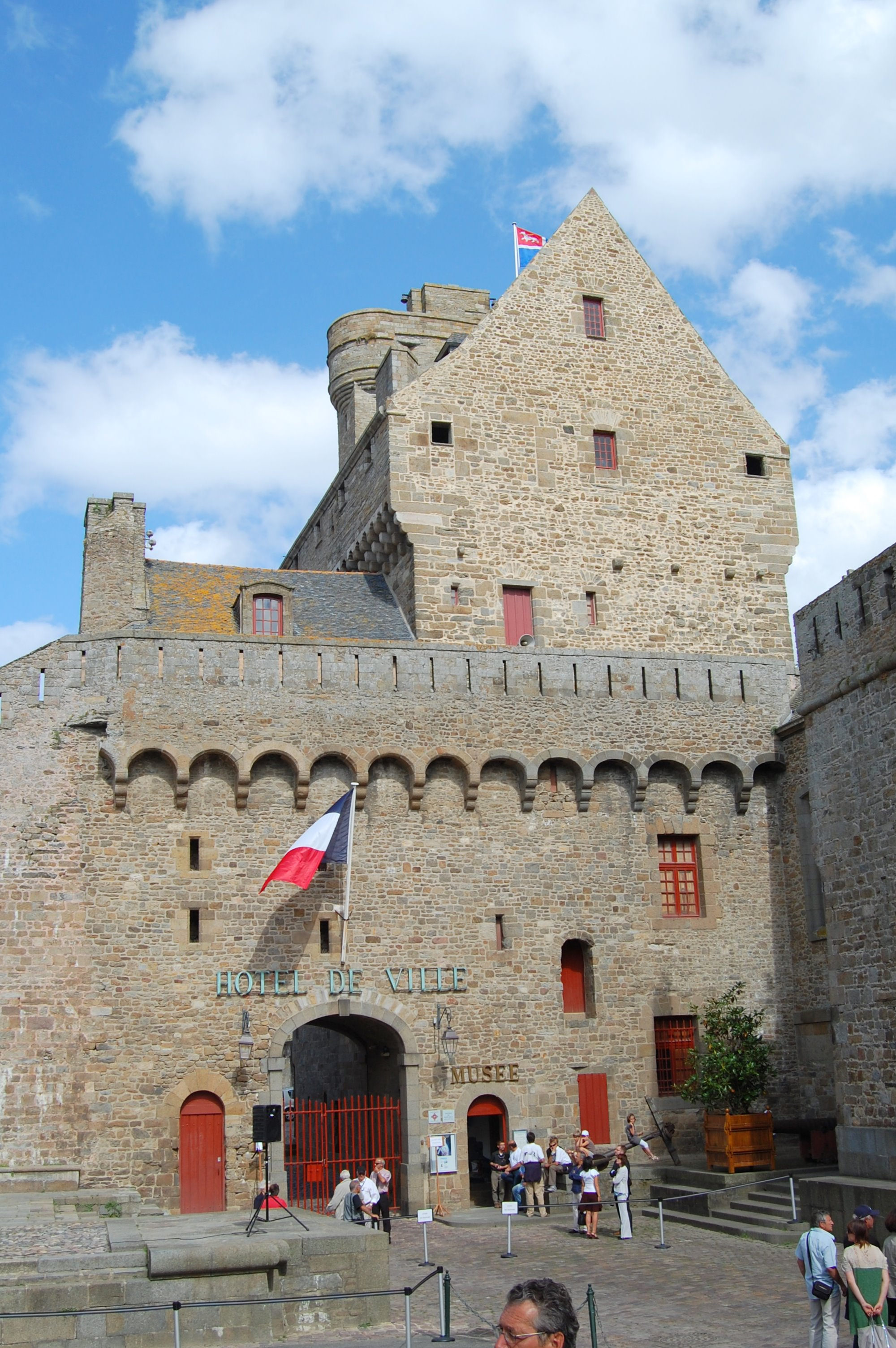
Ancien Musée d’Histoire de la Ville et du Pays Malouin.
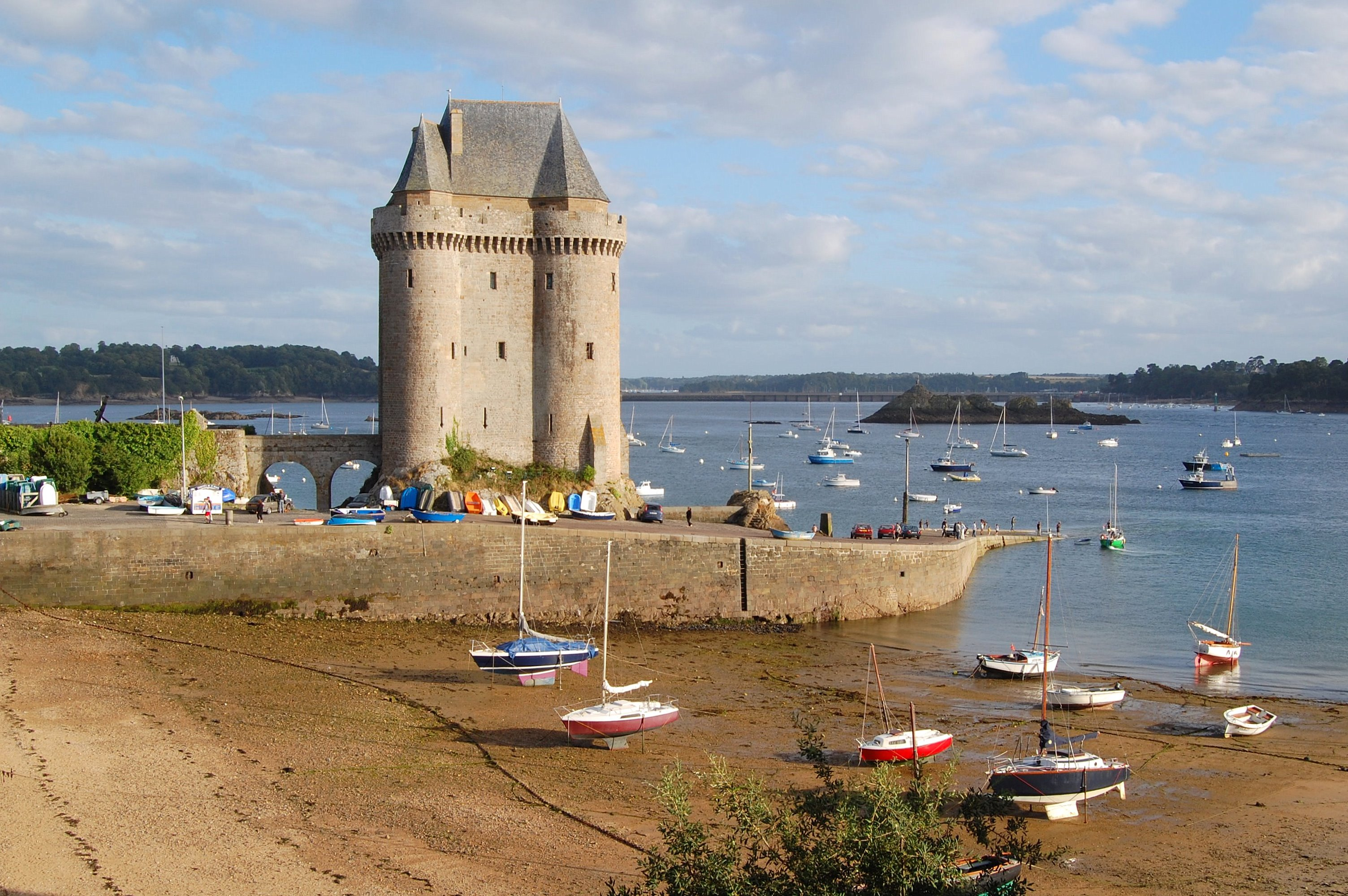
Ancien Musée du Long-Cours Cap-Hornier à la Tour Solidor.

## Le Sel-de-Bretagne
- Musée Eugène-Aulnette : consacré au sculpteur et militant Eugène Aulnette.

## Teillay
- Parc-musée des mines de la Brutz : musée des anciennes mines de fer de la Brutz fermées en 1952[16].

## Vitré
- Château des Rochers-Sévigné (Musée de France) : ouvert en 1884[17].
- Château de Vitré (Musée de France)[8],[18] : collection de tableaux retraçant l'histoire de Vitré et l'évolution de l’orfèvrerie religieuse française du XVIIe au XXe siècle.
- Musée Saint-Nicolas : musée d'art sacré dans la chapelle Saint-Nicolas de Vitré (Monastère Saint-Nicolas).